# Radio Posušje
Radio Posušje je lokalna radijska postaja čije je sjedište u Posušju. Emitira na hrvatskom jeziku na 102,9 MHz., s odašiljača na koti Radovanj, 1200 m nadmorske visine, snage 3,5kW Erp-a. Uz općinu Posušje s temeljnog odašiljača pokriva se područje Tomislavgrada, Ljubuškog, Imotske krajine, dalmatinsko zaleđe, dio općina: Metković, Vrgorac, Čapljina, Grude, Široki Brijeg, Livno i Kupres Godine 2012. širenjem mreže pokriven je grad Mostar, a od 2016. pušteni su u rad objekti u Rakitnu i u PP Blidinje, čime se čujnost proširila na područje općina Jablanica, Konjic i Rama. Program se emitira i putem interneta te HomeTv pružatelja usluge.

## Povijest
Osnovana je 1984. godine. Prva je hrvatska lokalna radijska postaja u Zapadnoj Hercegovini. Osamostaljenje BiH dočekala je kao jedna od pet hrvatskih postaja u BiH. Prve vijesti s Radio Posušja odaslane su 19. srpnja 1984. godine. Dala je vrlo jak doprinos dolasku demokracije. Posebno je dalo doprinos u Domovinskom ratu, probijajući informativnu blokadu u Hercegovini i Dalmaciji. Radio Posušje pomoglo je stručnom pomoći uspostavi Hrvatskog radija - Radio Rame koje je proradilo 8. lipnja 1993. godine, te tehničkom pomoći uspostavi Radio Kiseljaka.
Programsku shemu čini informativni, športski program, kulturni program, Posuška svakodnevnica, Županijska panorama, ankete, odgovori na pitanja slušatelja, marketing, najave zbivanja, vjerski program (uređuje Franjevačka mladež), svadbene želje i čestitke i dr. Emitira svoje vijesti i reemitira vijesti Radija Herceg-Bosne. Sadržajima se najviše bave stvarima koje se odnose na općinu i Zapadnohercegovačku županiju. U kulturi prate Posuško lito. Od 2015. redovni su i prijenosi svih važnijih događanja u općini Posušje i šire.

## Vanjske poveznice
- Službene stranice
- Facebook